# Giovanni Tonucci
Giovanni Tonucci (n. 4 decembrie 1941, Fano, Pesaro și Urbino, Italia) este un arhiepiscop romano-catolic, între anii 2004-2007 nunțiu apostolic în Suedia, Danemarca, Finlanda, Islanda și Norvegia.

## Formarea
În vara anului 1960 a luat bacalaureatul clasic la liceul Guido Nolfi din Fano, după care a plecat la Roma unde a frecventat Seminarul Pontifical Roman Major.
După încheierea studiilor teologice Tonucci a fost hirotonit preot la 19 martie 1966 de Monseniorul Costanzo Micci, în acea vreme episcop de Larino.
Din 1968 a intrat în serviciul diplomatic al Sfântului Scaun și a frecventat cursurile de pregătire pentru carieră la  Academia Pontificală Ecleziastică, urmând, în același timp, formarea la Universitatea Pontificală Laterană, unde a obținut, în afară de licența în teologie, și pe aceea în drept canonic.

## Activitatea diplomatică
Din 1971 până la sfârșitul anului 1973 a fost trimis la Yaoundé în Camerun, între 1974 și 1976 este la Londra în Regatul Unit; din iulie 1976 este din nou la Roma, s-a reîntors în serviciul de lângă Secțiunea pentru Afacerile Generale din Secretariatul de Stat al Sfântului Scaun, unde a lucrat cu cardinalul Agostino Casaroli, (cardinal Secretar de Stat de la data din 1 iulie 1979 la 1 decembrie 1990). În aprilie 1978 a fost transferat la Secțiunea pentru Relațiile cu Statele, condusă de Achille Silvestrini. La fâșitul anului 1984 a fost delegat la nunțiatura apostolică di Belgrad în fosta Republica Socialistă Federativă Iugoslavia, unde rămăne până în vara anului 1987 când este schimbat la Washington D.C. în Statele Unite.

La 21 octombrie 1989 este noul Arhiepiscop titular de Torcello și nunțiu apostolic în Bolivia; consacrat episcop la 6 ianuarie 1990 de către Papa Ioan Paul al II-lea; conconsacranti: mons. Giovanni Battista Re și mons. Miroslav Stefan Marusyn.
  
În Bolivia rămâne până în 9 martie 1996 când este nominat de către "Observatorul Permanent al Sfântului Scaun" lângă  Programele din Națiunile Unite pentru Mediu și pentru Așezări Umane (UNEP/UN–HABITAT) și în acalași timp din nunțiatură apostolică în Nairobi, al Kenya.
 
După 16 octombrie 2004 este nunțiu apostolic (cu reședință în Stockholm) în Suedia, Danemarca, Finlanda, Islanda e Norvegia. unde a fost urmat după mons. Piero Biggio.

## Familia
Fratele său, Paolo Maria Tonucci, a fost misionar în Brazilia din 1965 până în 1994, perioadă în care s-a luptat cu stăruință pentru drepturile săracilor împotriva uzurpării acestora de către dictatura militară (1964-1985), luptă ce i-a adus retragerea cetățeniei braziliene și declararea sa ca persona non grata.

## Opere
- Giovanni Tonucci, "God's letter to me – 101 questions and answers on the Bible".
- Giovanni Tonucci e Roberto Ansuini, Don Paolo. testi di Paolo Tonucci [et al.], Fondazione Cassa di Risparmio di Fano, Grapho 5, 2004.
- Giovanni Tonucci, Visioni di un pellegrino. Le foto di Mzee Mwenda. Ediz. italiana e inglese, Velar, 2006. ISBN 88-7135-233-5.
- Giovanni Tonucci; Massimo Ciavaglia, "El Vangel cum l'ha scrit San Marc". (in dialetto fanese), Ven. Confraternitas Sanctae Mariae Suffragii, Fano, 2007.